# Попешти (Бакау)
Попешти (рум. Popești) насеље је у Румунији у округу Бакау у општини Гаичана. Oпштина се налази на надморској висини од 185 m.

## Становништво
Према подацима из 2002. године у насељу је живело 236 становника, од којих су сви румунске националности.